# Cymothoa eremita
Cymothoa eremita is een pissebed uit de familie Cymothoidae. De wetenschappelijke naam van de soort is voor het eerst geldig gepubliceerd in 1783 door Brunnich.